# Marycha
Marycha (lit. Seina) je potok koja služi kao prirodna Litvansko-poljska i bjelorusko-litvanska granica. Počinje oko Puńsk, a teče kroz grad Sejny, te prolazi kroz Pomorsko jezero. Pritok je rijeke Czarna Hańcza.

## Vanjske poveznice
|  | Zajednički poslužitelj ima još gradiva o temi Marycha |